# Marokhy Ndione
Marokhy (Rocky) Ndione, född 4 november 1999, är en svensk fotbollsspelare som spelar för danska Viborg. 

## Karriär
Marokhy Ndione föddes i Senegal men flyttade till Sverige och Borås med sin familj som fyraåring.

### Klubblag
Han inledde karriären i IF Elfsborg men fick lämna klubben som 15-åring. Efter en säsong i Borås AIK, där han stod för fyra mål på sju matcher i Division 3 Sydvästra Götaland, återvände Marokhy Ndione till IF Elfsborg. Väl tillbaka i IF Elfsborg öste Ndione in mål i ungdomslagen och sköt bland annat klubbens U19-lag till SM-guld 2017. I början av 2018 skrev han sedan på ett treårskontrakt med IF Elfsborg och lyftes upp i a-truppen.
Den första säsongen i seniorlaget uteblev speltiden men den 23 februari 2019 kom tävlingsdebuten. Med 20 minuter kvar av Svenska Cupen-mötet med IK Frej byttes Marokhy Ndione in och gjorde sin debut i Elfsborgströjan. Drygt en och en halv månad senare kom också den allsvenska debuten. I premiären mot Hammarby IF den 1 april gjorde nämligen Ndione ett inhopp i den 84:e minuten.
I februari 2020 förlängde Ndione sitt kontrakt i Elfsborg med tre år. Den 3 september 2020 lånades Ndione ut av Elfsborg till Superettan-klubben Örgryte IS genom ett samarbetsavtal vilket gjorde det möjligt för honom att representera båda klubbarna under hösten 2020.
Den 14 januari 2022 värvades Ndione av danska Viborg, där han skrev på ett 3,5-årskontrakt.

### Landslag
I juni 2017 fick Marokhy Ndione göra sin landslagsdebut. I P18-landskampen mot Ungern den 6 juni 2017 fick Ndione chansen från start. Han tackade för förtroendet genom att göra sitt första landslagsmål i 4-1-segern.